# جون ريمون هابل
جون ريمون هابل (بالإنجليزية: John Raymond Hubbell)‏ هو كاتب أغاني وملحن أمريكي، ولد في 1 يونيو 1879، وتوفي في 13 ديسمبر 1954.

## وصلات خارجية
- جون ريمون هابل على موقع IMDb (الإنجليزية)
- جون ريمون هابل على موقع ميوزك برينز (الإنجليزية)
- جون ريمون هابل على موقع قاعدة بيانات برودواي على الإنترنت (الإنجليزية)
- جون ريمون هابل على موقع أول ميوزيك (الإنجليزية)
- جون ريمون هابل على موقع ديسكوغز (الإنجليزية)